# Jenna von Oÿ

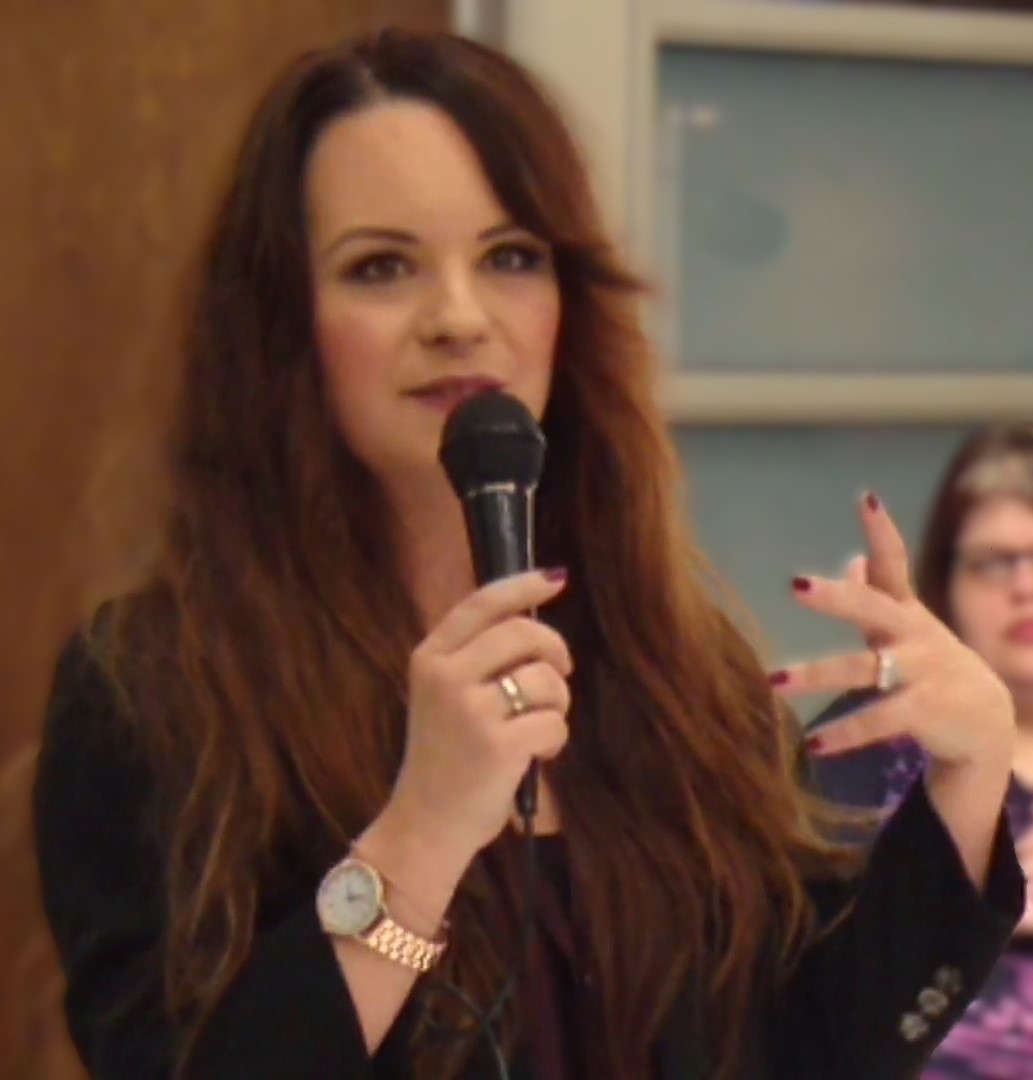
Jenna von Oÿ, 2017

Jenna von Oÿ (eigentlich Jennifer Jean Von Oÿ ; * 2. Mai 1977 in Danbury, Connecticut) ist eine US-amerikanische Filmschauspielerin. In Deutschland wurde Jenna von Oÿ vor allem durch ihre Rolle als Six in der Sitcom Blossom bekannt.
Sie hat 2010 geheiratet und ist Mutter zweier Töchter.

## Filmographie (Auswahl)
- 1989: Geboren am 4. Juli (Born on the Fourth of July)
- 1990–1995: Blossom (Fernsehserie, 114 Folgen)
- 1997: Chicago Hope – Endstation Hoffnung (Chicago Hope, Fernsehserie, eine Folge)
- 1997: Schwarze Messen auf dem Campus (Dying to Belong, Fernsehfilm)
- 1998: Eine himmlische Familie (7th Heaven, Fernsehserie, eine Folge)
- 1999: Moesha (Fernsehserie, eine Folge)
- 1999–2000: Pepper Ann (Fernsehserie, sechs Folgen)
- 1999–2004: Die Parkers (The Parkers, Fernsehserie, 107 Folgen)
- 2005: Cold Case – Kein Opfer ist je vergessen (Cold Case, Fernsehserie, eine Folge)